# Alexander Kristoff
Alexander Kristoff (Stavanger, 1987. július 5. –) norvég profi kerékpáros. Jelenleg a norvég Uno–X Pro Cycling kerékpárcsapatban versenyez.

## Eredményei
2004
1. - Norvég országúti bajnokság - Kritériumverseny - Junior 
2006
1., 1. szakasz - Grenland GP
1., 2. szakasz - Grenland GP
2007
1. - Norvég országúti bajnokság - Mezőnyverseny 
5. - Porec Trophy
6. - GP Aarhus
2008
1. - Norvég országúti bajnokság - Kritériumverseny 
1., 4. szakasz - Ringerike GP
2. - Porec Trophy
2. - Rogaland GP
5. - Norvég országúti bajnokság - Mezőnyverseny
2009
1., 3. szakasz - Ringerike GP
2. - Norvég országúti bajnokság - Mezőnyverseny
5. - La Côte Picarde
7. - Druivenkoers - Overijse
8. - Norvég országúti bajnokság - Időfutam-bajnokság
9. - Porec Trophy
9. - ZLM Tour
2010
3. - Philadelphia International Championship
4. - Vattenfall Cyclassics
5. - GP de Fourmies
7. - Kampioenschap van Vlaanderen - Koolskamp
9. - Párizs-Brüsszel
10. - Scheldeprijs
2011
1. - Norvég országúti bajnokság - Mezőnyverseny 
7. - Scheldeprijs
2012
 Bronz Mezőnyverseny kerékpározás évi nyári olimpiai játékokon
2014
1. - Milánó–Sanremo
1. - Vattenfall Cyclassics
2014-es Tour de France
12. és 15. szakasz
2015
Flandriai körverseny
2016
Tour of Qatar
2., 4., 5. szakasz

## Grand Tour eredményei
| Grand Tour | 2011 | 2012 | 2013 | 2014 |
| ---------- | ---- | ---- | ---- | ---- |
| Giro       | 157  | 149  | -    | -    |
| Tour       | -    | -    | 147  | 125  |
| Vuelta     | -    | -    | -    | -    |

## Külső hivatkozások
- Hivatalos weboldala (angolul)